# While I'm Livin'
While I'm Livin' è un album in studio della cantante di musica country statunitense Tanya Tucker, pubblicato nel 2019.

## Descrizione
Per l'artista si tratta del primo album contenente materiale originale dal 2002, anno di uscita di Tanya.
Nell'ambito dei Grammy Awards 2020 l'album è stato premiato nella categoria "miglior album country". Inoltre il brano Bring My Flowers Now ha ricevuto il premio come "miglior canzone country" e le candidature nelle categorie "canzone dell'anno" e "miglior interpretazione country solista".

## Tracce
1. Mustang Ridge – 3:37
2. The Wheels of Laredo – 3:49
3. I Don't Owe You Anything – 2:34
4. The Day My Heart Goes Still – 3:19
5. High Ridin' Heroes – 3:27
6. The House That Built Me – 4:12
7. Hard Luck – 3:22
8. Rich – 2:33
9. Seminole Wind Calling – 3:35
10. Bring My Flowers Now – 4:20